# 안테스 무에르타 케 리치타
《안테스 무에르타 케 리치타》(스페인어: Antes muerta que Lichita)는 2015년 방영된 멕시코의 텔레노벨라이다.